# Andrij Uhłow
Andrij Uhłow, ukr. Андрій Углов (ur. 24 stycznia 1973) – ukraiński lekkoatleta, który specjalizował się w rzucie oszczepem.
Jego największym sukcesem było wywalczenie brązowego krążka podczas uniwersjady w japońskiej Fukuoce – uzyskał wówczas wynik 76,16. W 1995 oraz 1996 zdobywał tytuł mistrza Ukrainy. Rekord życiowy: 79,16 (15 czerwca 1995, Kijów).